# Freden i Shimonoseki
Freden i Shimonoseki (kinesisk: 马关条约 = Mǎguān Tiáoyuē; japansk: 下関条約 = Shimonoseki Jōyaku) af 17. april 1895 afsluttede den 1. kinesisk-japanske krig og regnes på grund af de ensidige belastninger pålagt Kina til de "uligeværdige" traktater.

## Forhistorie
Efter at Japan med overlegen militærteknologi og højere kampmoral havde besejret Kina efter otte måneders krigshandlinger og besat Manchuriet og dele af Shandong, kapitulerede de kinesiske styrker, og Kina bad om fredsforhandlinger. Den 20. marts 1895 begyndte forhandlingerne i den japanske havneby Shimonoseki. Allerede den 24. marts måtte forhandlingerne afbrydes, efter en japansk nationalistisk attentatmand havde forsøgt at myrde den kinesiske chefforhandler Li Hongzhang. Forhandlingerne blev genoptaget den 10. april. Den 17. april 1895 underskrev greverne Ito Hirobomi og Mutsu Munemitsu på den ene side, og Qing-mandarinerne Li Hongzhang og Li Qing Fong på den anden traktaten i Shunpanro-hallen. Kineserne havde den amerikanske diplomat John W. Foster som rådgiver.

### Indhold
I henhold til traktaten afstod Kina øen Taiwan, øgruppen Pescadores og Liaodonghalvøen i Manchuriet til Japan. Desuden anerkendte Kina Koreas "fulde og omfattende suverænitet"; det gjorde i praksis den kinesiske vasalstat til et japansk protektorat. Desuden forpligtede Kina sig til at åbne flere traktathavne (blandt andet Chongqing i øvre Yangzi) for handel med Japan; omkring dem fik Japan ret til at etablere fabrikker og andre industriforetagender. Kina blev forpligtet til at betale en krigsskadeerstatning på 200 millioner tael – et beløb, som var det tredobbelte af Qing-regeringens årsindtægt. Kina ville måske være pålagt hårdere forpligtelser, hvis ikke attentatet mod Li Hongzhang havde gjort verdensopinionen venligere stemt mod kineserne.

### Følger
Umiddelbart efter traktaten var undertegnet, kom heftige protester fra kinesiske intellektuelle. De krævede grundlæggende økonomiske og politiske reformer for at modvirke de store territorielle tab, og det svækkede det allerede vaklende Qing-dynasti. Bevægelsen førte også til, at kejser Guangxu i 1898 mod enkekejserinde Cixis ønsker udråbte sin hundredagesreform.
Der var blandt de kinesiske intellektuelle nogle, som fremhævede Japan som et eksempel til efterfølgelse, særligt efter at landet besejrede Rusland i den russisk-japanske krig 1904-1905. Men forsøg på at modernisere Kina efter Meiji-reformen slog for det meste fejl. Over 10.000 kinesere drog til Tokyo som studenter, og der lærte de både vestlige og til dels kommunistiske tanker. Den japanske hovedstad blev et af arnestederne for de kinesiske revolutioner, som snart fulgte.[kilde mangler]
Den kraftige styrkelse af japanske interesser, som traktaten indebar, førte snart til modtræk fra de europæiske magter, som var engageret i Kina. I november 1895 fik vestmagterne ved Shimonoseki-interventionen ændret afståelsen af hele Liaodong-halvøen til japanerne, mod, at krigsskadeerstatningen blev forhøjet til 230 mio. tael. I de følgende år sikrede de sig også selv territorier. Således blev mellem 1897 og 1899 Qingdao annekteret af Det Tyske Kejserrige, Weihai af Storbritannien, Liaodong og Lüshun af Det Russiske Kejserrige og Zhanjiang-området i Guangdong af Frankrig.
Traktaten lagde grunden til, at japanerne kunne etablere sig varigt i Kinas periferi. Dermed lagdes også grunden til den japanske virksomhed i 1930'erne på fastlandet, først ved oprettelsen af den selvstændige stat Manchukuo i Manchuriet og senere ved udbruddet af den 2. kinesisk-japanske krig.